# Chordodidae
Chordodidae é uma família de vermes cilíndricos e alongados do filo Nematomorpha. Seu aspecto é semelhante ao de fios de cabelo e muitos são parasitas de insetos.